# Phì đại

Hypertrophy results from an increase in cell size, while hyperplasia is from an increase in cell number.

Phì đại là hiện tượng tăng thể tích của một cơ quan hay mô do sự tăng kích thước của các tế bào thành phần. Hiện tượng này cần được phân biệt với tăng sản, trong đó các tế bào vẫn giữ nguyên kích thước ban đầu nhưng lại gia tăng về số lượng. Mặc dù phì đại và tăng sản là hai tiến trình khác biệt nhau, nhưng chúng thường liên quan mật thiết và xảy ra đồng thời với nhau, như trong trường hợp các tế bào cơ trơn tử cung được kích thích bởi hormone trong thời kỳ thai nghén.